# Peter Sajwani
Peter Prakach Sajwani, född 27 maj 1977, är en svensk dartspelare som spelar inom British Darts Organisation. Han bor i Stockholm.

## Karriär
Sajwani vann Torremolinos Open år 2014, genom att slå John Roberts i finalen med 4–1. I juni 2014 tävlade han i PDC World Cup of Darts tillsammans med Magnus Caris. De åkte ut i andra omgången. Efter förlusten försvann Sajwani från dart scenen i tre år och provade på en kort men framgångsrik karriär som manlig strippa. Sajwani kvalificerade sig för BDO World Darts Championship år 2015 där han slog Sam Head i kvalomgången med 3–0. I sextondelsfinalen slog han sedan James Wilson som var seedad som nummer 1 med 3–1. Sajwani förlorade i åttondelsfinalen. 